# Milan Smiljanić
Milan "Lola" Smiljanić, (en alfabet ciríl·lic Милан "Лола" Смиљанић), (nascut a Kalmar, Suècia el 19 de novembre de 1986), és un futbolista serbi que juga de centrecampista al Reial Club Deportiu Espanyol de Barcelona. L'11 d'agost de 2011 el jugador va arribar a un acord amb l'entitat catalana per rescindir el seu contracte i actualment es troba sense equip.

## Palmarès
| Títol                     | Club                    | País   | Any       |
| ------------------------- | ----------------------- | ------ | --------- |
| Campió de la lliga serba  | Fudbalski Klub Partizan | Sèrbia | 2004-2005 |
| Subcampió d'Europa sub-21 | Sèrbia (sub-21)         | Sèrbia | 2007      |